# The Walrus and the Carpenter

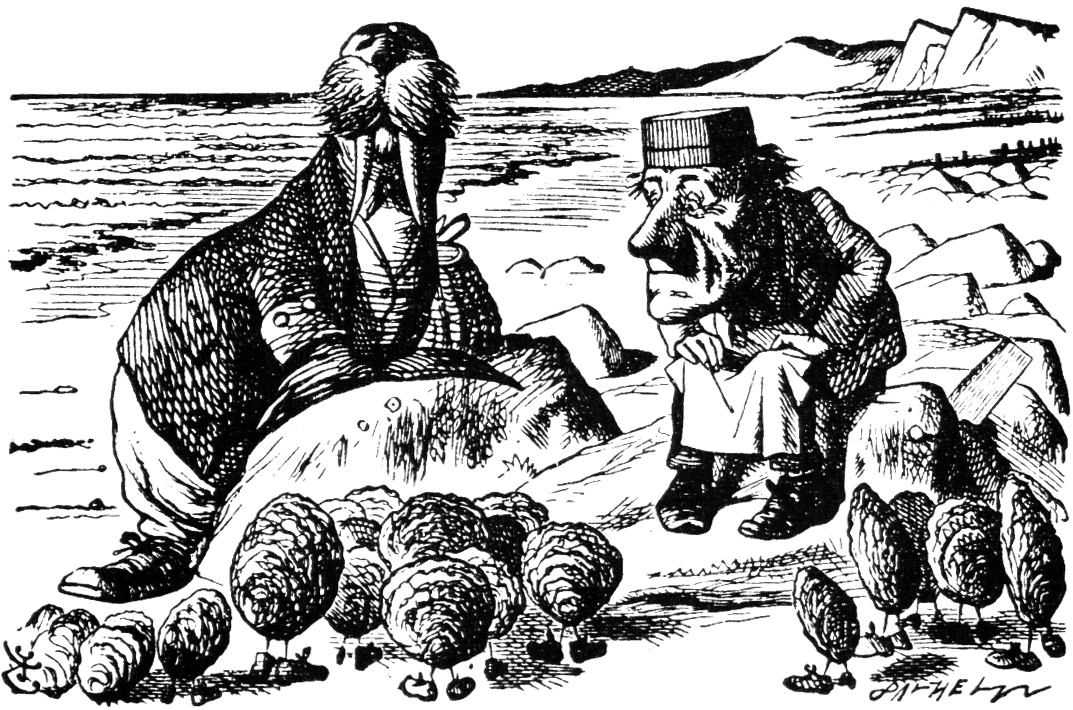
Illustrazione di John Tenniel del 1871

The Walrus and The Carpenter, tradotto in italiano come Il Tricheco e il Carpentiere (o anche Il Tricheco e il Legnaiuolo o Il Tricheco e il Falegname a seconda delle edizioni), è il titolo di un poemetto nonsense scritto da Lewis Carroll, parte del romanzo Attraverso lo specchio e quel che Alice vi trovò (1871).
È formata da 18 strofe, ognuna delle quali è composta da sei versi la cui rima è ABCBDB, per un totale di 108 versi.

## Contenuto
Il Tricheco e il Carpentiere è inclusa nel capitolo 4 di Attraverso lo specchio. La storia, narrata ad Alice da Tweedledum e Tweedledee (nelle varie traduzioni italiane resi anche come Tuidledum e Tuidledì, Piripipò e Piripipù, Pincopanco e Pancopinco), parla di due personaggi, appunto il Tricheco e il Falegname, a passeggio sulla spiaggia in una notte di luna col sole splendente, seguiti da quattro giovani ostriche, a cui si aggiunge un altro quartetto, e un altro ancora. Il seguito cresce sempre più finché, dopo averle trascinate con loro per un miglio, i due si siedono su uno scoglio provvisti di una pagnotta, sale, pepe e aceto, e banchettano mangiandosi tutte le ostriche.
La narrazione lascia interdetta Alice, che in un primo momento prende le parti del Tricheco e dei suoi sentimenti di pietà («Preferisco il Tricheco (...) perché era un po' addolorato per le povere ostriche»), successivamente si schiera col Carpentiere, che «almeno ne ha mangiate meno del Tricheco», concludendo dopo una pausa di riflessione che «eran due tipi piuttosto antipatici».

## Interpretazioni
Le due figure sono state anche interpretate secondo un'ottica religiosa. Nell'introduzione al quinto capitolo di un testo su religione e cultura popolare, Il Tricheco e il Falegname è considerata un'accusa nei confronti delle religioni costituite. Il Tricheco è associato a Buddha o al buddismo in generale, mentre il Falegname richiamerebbe invece la figura di Gesù e si riferirebbe alle religioni occidentali.
In realtà la scelta del Carpentiere come secondo personaggio è casuale: in The Annotated Alice Martin Gardner riporta una nota manoscritta dello stesso Lewis Carrol indirizzata a sir John Tenniel e avente come oggetto le illustrazioni del capitolo. In essa l'autore dà completa facoltà al disegnatore di disegnare un carpentiere, una farfalla (Butterfly) o un baronetto (Baronet) accanto al tricheco: tutte e tre le parole in inglese hanno la stessa metrica, e si adattavano perfettamente al resto del componimento. Poiché fu Tenniel e non Carrol a scegliere il secondo personaggio, è probabile che qualsiasi interpretazione simbolica sia da ritenersi inesatta; del resto lo stesso Gardner spiega, nella medesima opera, che non sempre il simbolismo nelle avventure di Alice è intenzionale.

## Altre apparizioni

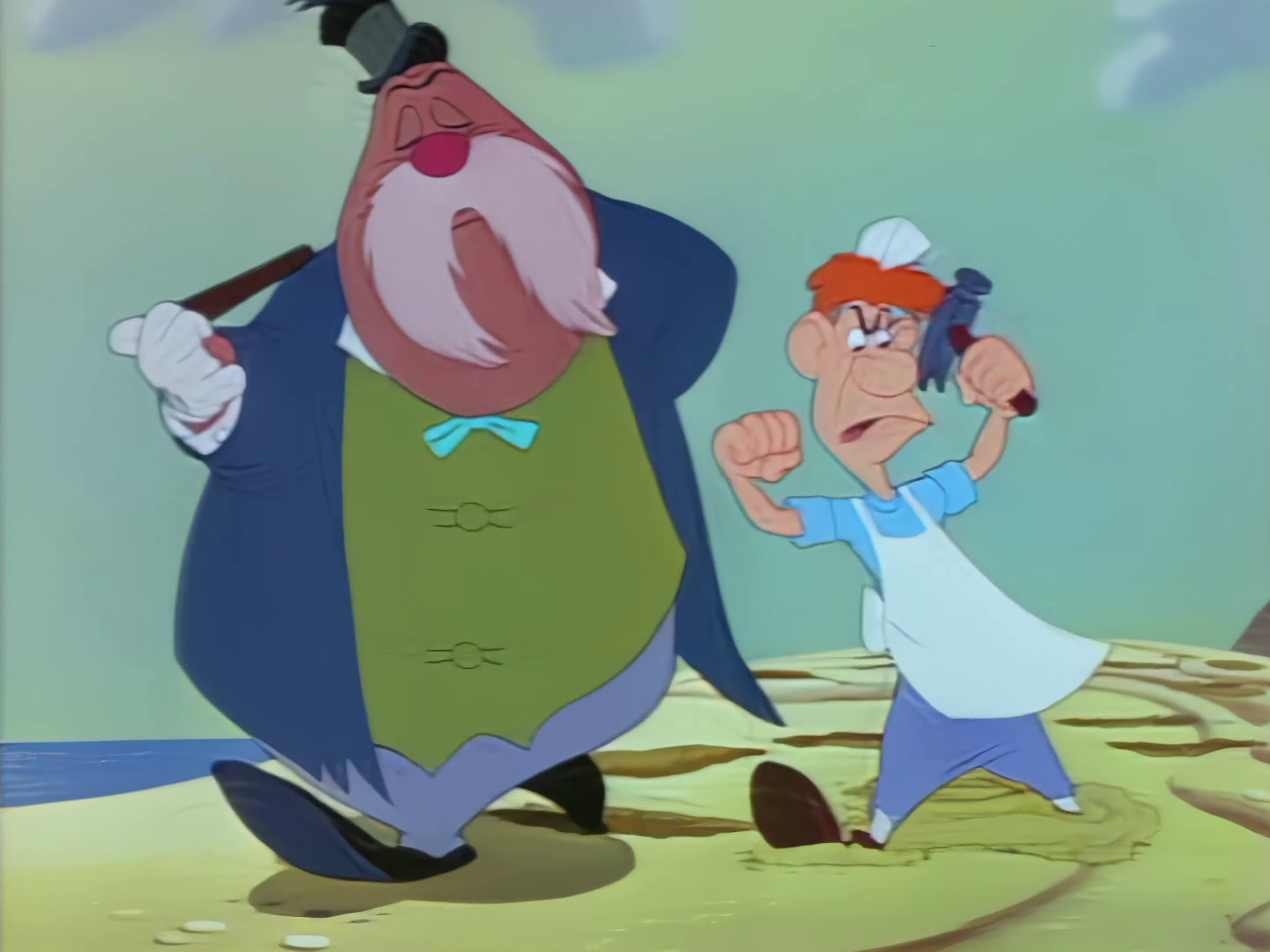
Il Tricheco e il Carpentiere nella versione Disney

- Il Tricheco e il Carpentiere appaiono anche nella versione cinematografica disneyana dei due libri. Nel film, sono Pinco Panco e Panco Pinco a recitare la poesia ad Alice; mentre la declamano, la storia descritta diventa una sequenza animata a sé stante e gli stessi personaggi (ostriche comprese) si materializzano durante l'inseguimento di Alice da parte della Regina di Cuori insieme a tutti gli altri personaggi del sogno.
- I due personaggi appaiono anche nel videogioco Alice: Madness Returns del 2012.
- Tale poemetto viene citato durante i primi minuti del film Dogma di Kevin Smith ed interpretato tramite una visione allegorica, che vede il tranello attuato dal Carpentiere e dal Tricheco a svantaggio delle ostriche come l'inganno della religione organizzata verso i fedeli: il Carpentiere, lavoratore, rappresenterebbe la religione occidentale in quanto allegoria di Cristo, perché falegname come il padre; il Tricheco, invece, la religione orientale, per il rimando della sua stazza a quella del Buddha e le sue zanne a quelle del dio Ganesha.
- Il Tricheco della poesia di Carroll, trasfigurato secondo i canoni della psichedelia anni sessanta, è il soggetto della canzone I Am the Walrus dei Beatles.
- Il Carpentiere appare anche in C'era una volta nel Paese delle Meraviglie.